# Agnara carinata
Agnara carinata är en kräftdjursart som först beskrevs av Walter E. Collinge 1915.  Agnara carinata ingår i släktet Agnara och familjen Agnaridae. Inga underarter finns listade i Catalogue of Life.